# Франц Враніцкі
Франц Враніцкі (нім. Franz Vranitzky; 4 жовтня 1937 року, Відень) — австрійський державний і політичний діяч. Член Соціал-демократичної партії Австрії, восьмий федеральний канцлер Австрії.

## Ранні роки та початок кар'єри
Сином ливарника, Франц Враніцкі зростав та жив у небагатій сім'ї. У гімназії вивчав економіку, закінчив навчання у 1960 році. У молодості Враніцкі грав у баскетбол і був членом збірної Австрії.
У 1962 році він став членом Соціал-демократичної партії Австрії. У тому ж році він одружився з Крістін Крістен і згодом став батьком двох дітей. З 1976 року працював у банківському секторі. Міністр фінансів у кабінеті Фреда Зіноваца у 1984–1986 роках.
Після відставки Зіноваца з постів лідера СПА й Федерального канцлера, очолив соціалістів і уряд країни.

## Канцлер Австрії
Перший кабінет Враніцкі було сформовано, як це вже тривало багато років, із соціалістів та представників Австрійської партії свободи. Однак у вересні 1986 року новим лідером партії свободи був обраний Йорг Гайдер, відомий своїми радикальними націоналістичними поглядами. Через принципову відмову співпрацювати з Гайдером Враніцкі негайно розірвав коаліцію.
За результатами виборів Враніцкі сформував кабінет «великої коаліції», що складалась із представників двох найбільших сил в країні — соціалістів та народників. «Велика коаліція» мала правити країною до 2000 року, і знову з 2007 року, вже після того, як Враніцкі полишив політичну арену.
У 1991 році Враніцкі був одним з ініціаторів перейменування Соціалістичної партії на Соціал-демократичну.
Після закінчення холодної війни, Франц Враніцкі був зосереджений на просуванні відносин з країнами Східної Європи й членства в Європейському Союзі. Після референдуму 12 червня 1994 року, на якому 66 % населення проголосували за вступ в ЄС, Австрія приєдналася до Європейського союзу в січні 1995 року. Військовий нейтралітет Австрії, який підтримувався під час холодної війни, було підтверджено в процесі.
В січні 1997 року Враніцкі пішов у відставку поста канцлера і голови партії.

## Подальша діяльність
Після відставки Франц Враніцкі виконував функції глави місії ОБСЄ в Албанії. У червні 2005 року він віддав одну зі своїх нирок дружині Крістін, яка мала хронічну ниркову недостатность.

## Нагороди
- Орден «Достик» I ступеня (Казахстан, 7 вересня 2004 року)[6]